# 吉永駅
吉永駅（よしながえき）は、岡山県備前市吉永町吉永中にある、西日本旅客鉄道（JR西日本）山陽本線の駅である。駅番号はJR-S10。

## 歴史
- 1891年（明治24年）3月18日：山陽鉄道三石駅 - 岡山駅間開通時に開設[1]。旅客・貨物取扱開始[1]。
- 1906年（明治39年）12月1日：山陽鉄道国有化[1]、官設鉄道の駅となる。
- 1909年（明治42年）10月12日：線路名称制定、山陽本線所属となる。
- 1968年（昭和43年）9月20日：待避線新設[2]。
- 1983年（昭和58年）12月25日：貨物取扱廃止[1]。有蓋車用車扱貨物ホームが設けられ、周囲で生産された煉瓦の積込に使用されていた。
- 1984年（昭和59年）2月1日：荷物扱い廃止[1]。
- 1987年（昭和62年）4月1日：国鉄分割民営化に伴い、西日本旅客鉄道（JR西日本）の駅となる[1]。
- 2016年（平成28年）6月1日：この日より終日無人駅化[注釈 1]。
- 2018年（平成30年）9月15日：ICOCA対応簡易型自動改札機導入。ICOCAが利用可能となる[3]。
- 2020年（令和2年）9月：駅ナンバリング導入、使用開始[4][5]。

## 駅構造
単式ホーム1面1線と島式ホーム1面2線、計2面3線を有する地上駅。単式1番のりば側に駅舎があり、島式ホームの2・3番のりばへは跨線橋（階段のみ、エレベーターやエスカレーターは未設置）を渡ることとなる。殆どの列車が1・3番のりばを使用し、2番のりばは岡山駅 - 当駅間の区間列車の折り返し（1日2往復）のみに使われている。2013年3月15日までは夜に当駅止まりがあったが、翌16日改正で次の三石駅まで行くようになった。
また、2007年（平成19年）7月1日改正から2008年（平成20年）3月15日改正まで、快速「サンライナー」が下り1本だけ当駅まで乗入れる設定があった（但し、当駅 - 岡山駅間は普通列車として運転）。
山陽本線岡山支社管内区間はCTC未導入状態が続いたため、運転業務を行う関係上駅員が配置され、東岡山駅管理の直営駅であった。2016年5月の運行管理システム稼働に伴い、三石駅と共に同年5月31日で窓口営業を終了し翌6月1日より無人駅となった。自動券売機が、設置されている。
2018年9月のICカードICOCAエリア拡大・統合に伴い、簡易型自動改札機が設置され、ICOCA利用も可能となった。

### のりば
| のりば | 路線     | 方向 | 行先           |
| ------ | -------- | ---- | -------------- |
| 1      | 山陽本線 | 上り | 相生・姫路方面 |
| 2・3   | 山陽本線 | 下り | 岡山・三原方面 |

- 1番のりばが上り本線、2番のりばが中線、3番のりばが下り本線である。定期旅客列車での設定はないが、2番のりばから姫路方面への発車も可能。

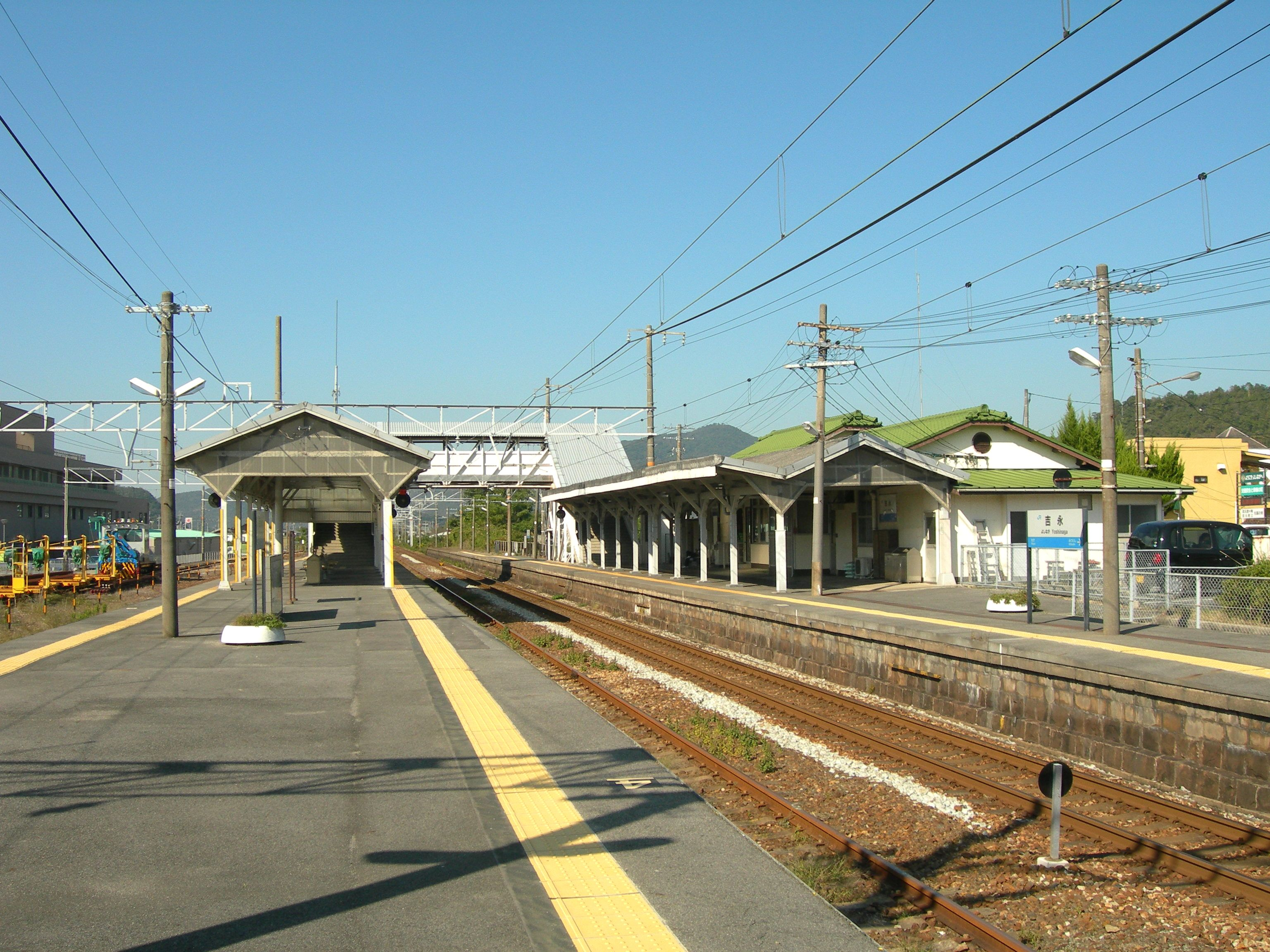
ホーム（2010年10月）

#### 南口設置計画
- 駅南口を設置する計画がある[6][7]。しかし、JR側との考えに開きがあるため、実現には至っていない[7]。

## 利用状況
近年の1日平均乗車人員の推移は以下の通り。
| 乗車人員推移 | 乗車人員推移 |
| 年度         | 1日平均人数  |
| ------------ | ------------ |
| 1999         | 635          |
| 2000         | 598          |
| 2001         | 588          |
| 2002         | 582          |
| 2003         | 602          |
| 2004         | 598          |
| 2005         | 573          |
| 2006         | 527          |
| 2007         | 497          |
| 2008         | 493          |
| 2009         | 464          |
| 2010         | 473          |
| 2011         | 468          |
| 2012         | 485          |
| 2013         | 486          |
| 2014         | 479          |
| 2015         | 489          |
| 2016         | 466          |
| 2017         | 461          |
| 2018         | 446          |
| 2019         | 430          |
| 2020         | 366          |
| 2021         | 355          |

## 駅周辺
当駅は旧・吉永町の中心駅である。
- 備前市吉永総合支所
- 備前市国民健康保険市立吉永病院
- 八塔寺
- 田倉牛神社
- 吉永郵便局
- 岡山県道・兵庫県道96号岡山赤穂線
- 岡山県道404号都留岐吉永停車場線
- 岡山県道261号穂浪吉永停車場線：沿線に閑谷学校がある。
- 日本ゴア備前工場
- タイガースポリマー 岡山工場
- ヨータイ 吉永工場

## バス路線
- 東備西播定住自立圏 圏域バス（日曜及び年末年始運休）[9]

吉永病院 - 牛神社入口 - 三石駅 - 渡瀬 - 福石下 - 関西福祉大学 - 赤穂市民病院 - イオン赤穂店
- 備前市営バス
  - 八塔寺線[10]
  - 南北閑谷学校のぞみ線
  - 吉永線（休日運休）
  - 福石線（土休日運休）

## 隣の駅
西日本旅客鉄道（JR西日本）
 山陽本線
三石駅 (JR-S11) - 吉永駅 (JR-S10) - 和気駅 (JR-S09)